# Božská triáda

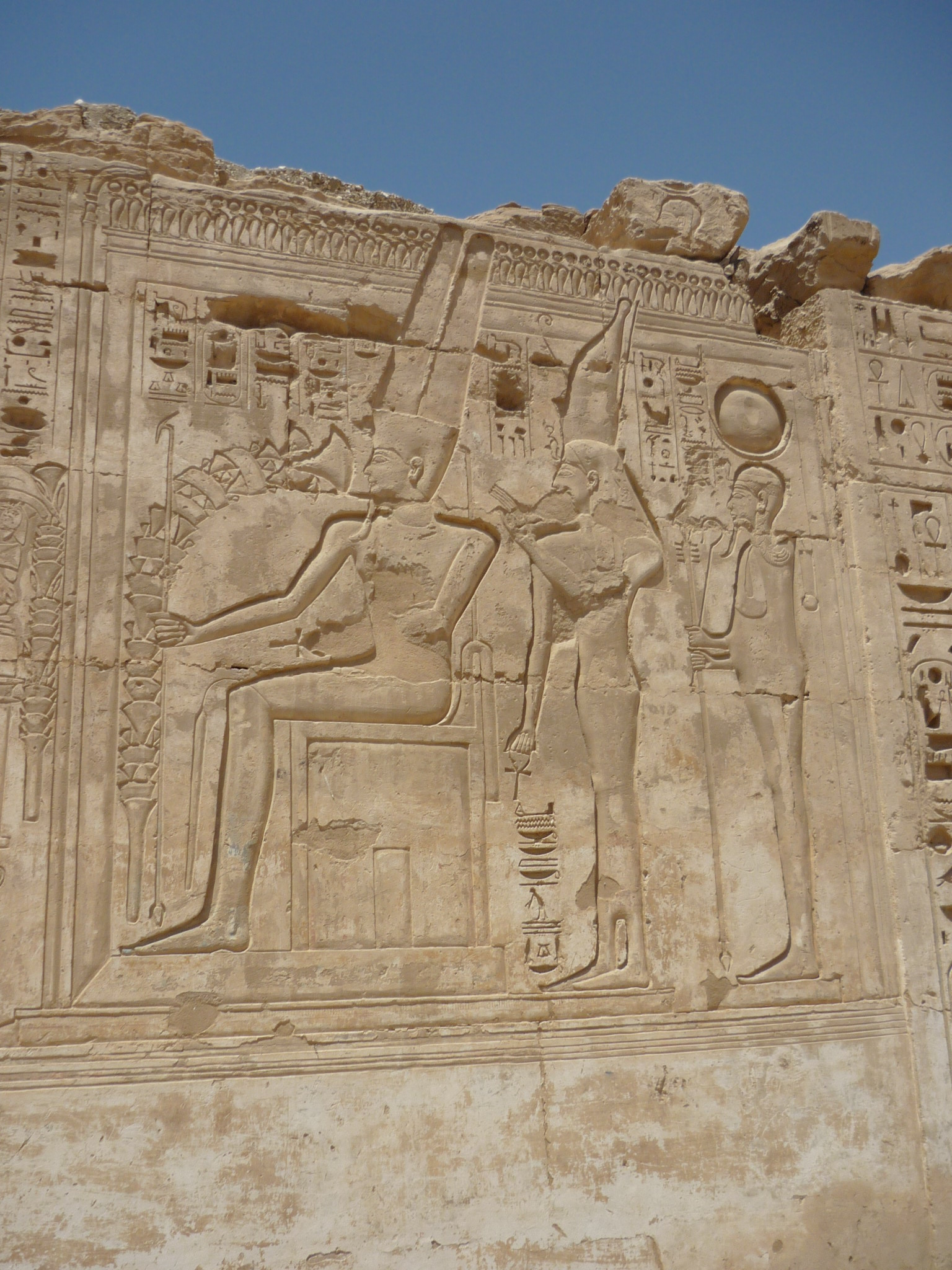
Amon, Mut a Chonsu

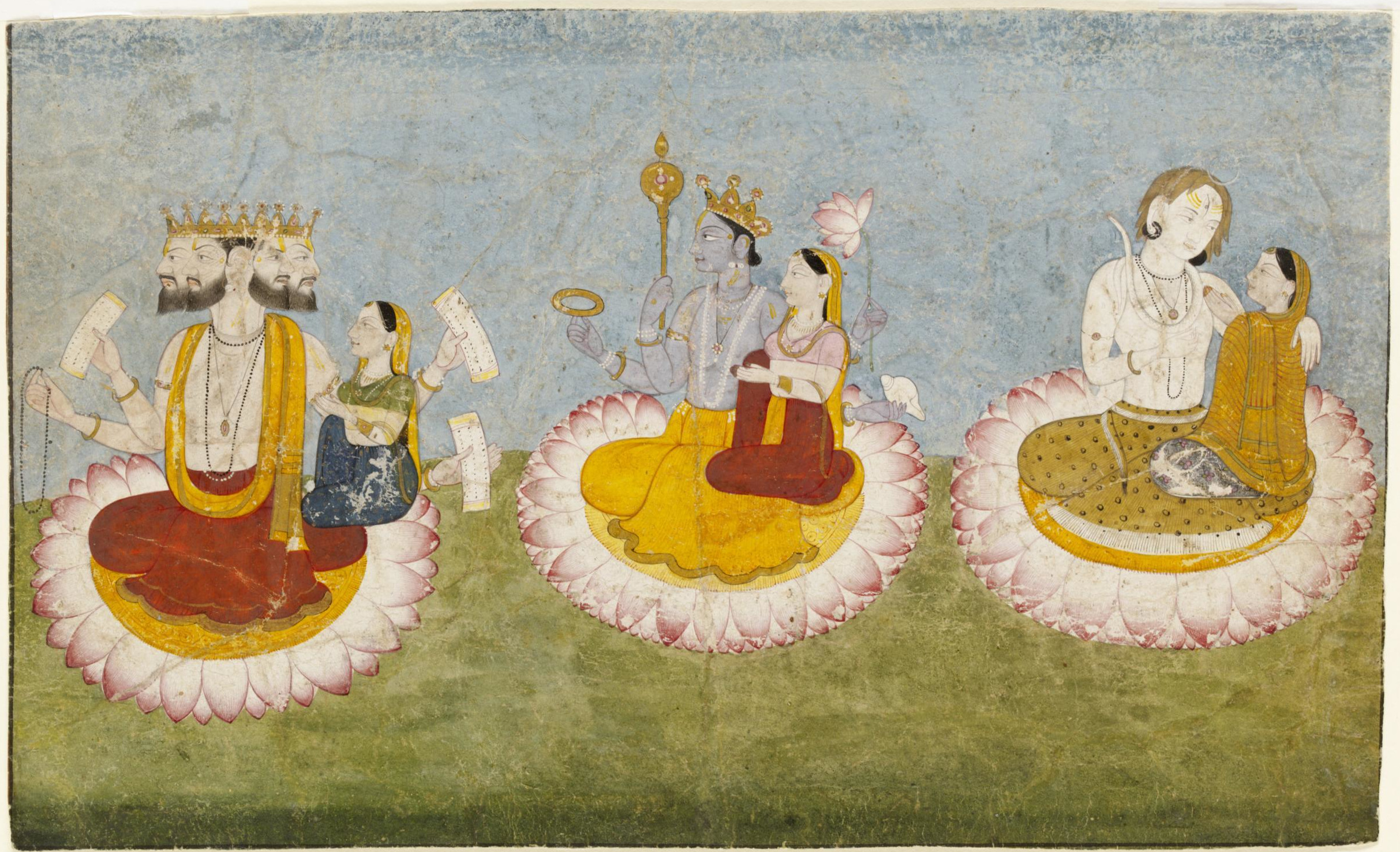
Brahmá, Višnu a Šiva se svými manželkami Sarasvatí, Lakšmí a Párvatí

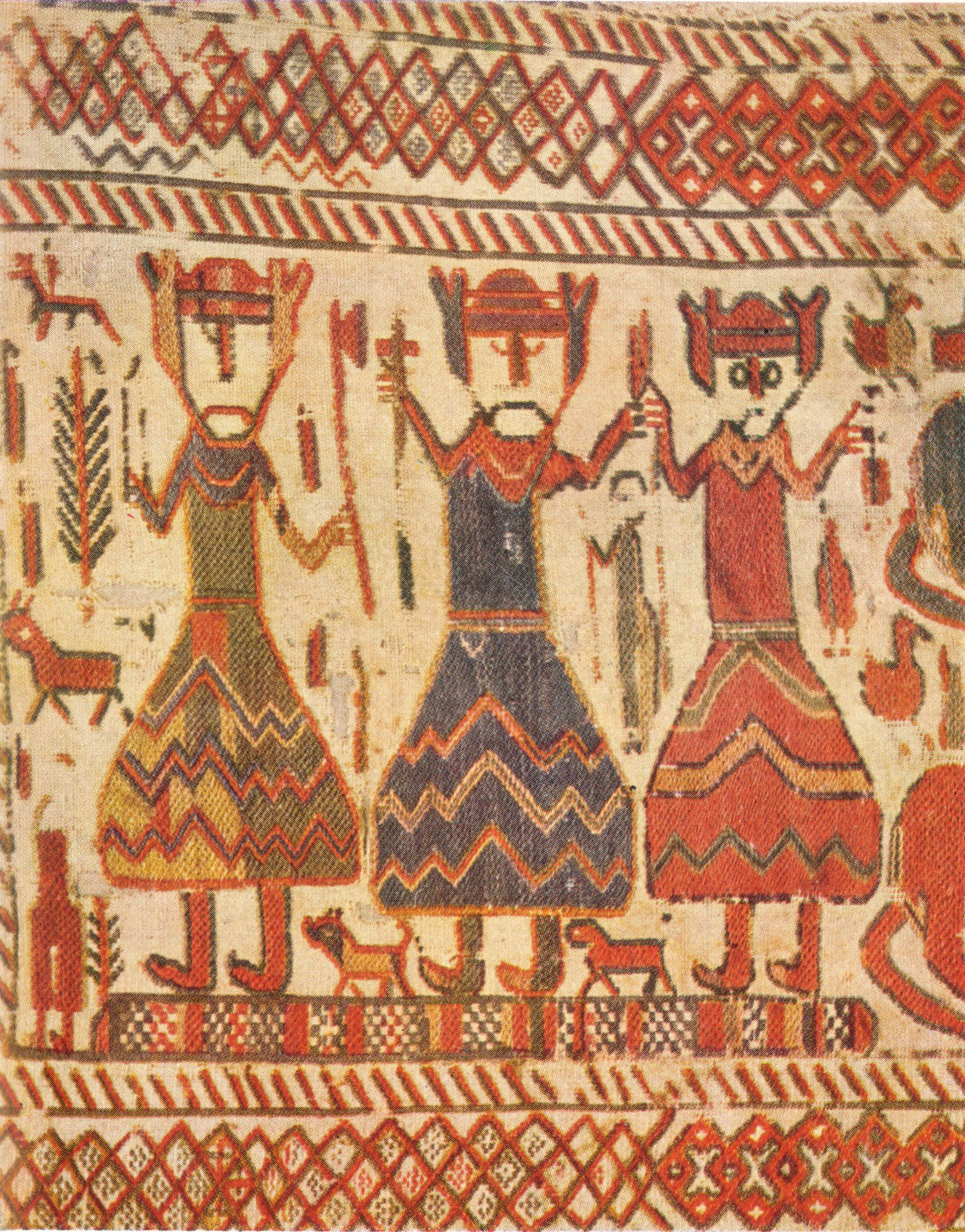
Ódin, Thór a Frey

Božská triáda (česky božská trojice, trojice bohů) je uskupení tří bohů v polyteistických náboženstvích, kteří spolu mají něco společného a jsou například společně uctíváni, vyobrazováni, zmiňováni. Triády nalezneme nejčastěji ve starověkých náboženstvích – egyptském, řeckém a římském náboženství. Podobný pojem je Nejsvětější Trojice v křesťanství.

## Seznam božských trojic

### Egyptské náboženství
- Triáda z Abydu – Usir, Eset, Hor

- Triáda z Vesetu – Amon, Mut, Chonsu

- Triáda z Mennoferu – Ptah, Sachmet, Nefertum

- Triáda z Abu – Chnum, Satet, Anuket

- Triáda z Džedetu – Banebdžedet, Hatmehit, Harpokratés

- Triáda z Esny – Chnum, Neit, Heka

- Helénská triáda – Serapis, Eset, Harpokratés

- Tři podoby slunečního boha – Cheprer (ranní), Re (polední), Atum (večerní)

### Řecké náboženství
- Olympská triáda – Zeus, Athéna, Apollón[zdroj?]

- Délská triáda – Létó, Artemis, Apollón

- Moiry – Klóthó, Lachesis, Atropos

- Erínye – Alléktó, Tísifoné, Megaira

### Římské náboženství
- Kapitolská triáda – Jupiter, Juno, Minerva

- Aventinská triáda – Ceres, Liber, Libera

- Matres

### Hinduismus
- Trimúrti – Brahmá, Višnu, Šiva

- Tridéví – Sarasvatí, Lakšmí, Párvatí

- Mitra, Arjaman, Varuna[zdroj?]

- Ganga, Jamuna, Sarasvatí

### Buddhismus
- Amitábha, Avalókitéšvara, Mahásthámaprápta

- Šakjamuni, Avalókitéšvara, Kšitigarbha

### Zbylá náboženství
- Severské náboženství – Ódin, Frey, Thór

- Slovanské náboženství – Triglav možná vznikl sloučením tří bohů[zdroj?]

- Baltské náboženství – Perkunas, Potrimpo, Patollo